# The Lost Man – Es führt kein Weg zurück
The Lost Man – Es führt kein Weg zurück (Originaltitel: The Lost Man) ist ein US-amerikanischer Spielfilm in Farbe aus dem Jahr 1969 von Robert Alan Aurthur. Auch das Drehbuch stammt von ihm. Es beruht auf dem in Nordirland spielenden Roman „Der Terrorist (Odd Man Out)“ von Frederick Lawrence Green. Für diesen Film wurde die Handlung in das Milieu der amerikanischen Black-Power-Bewegung verlagert. Die Hauptrollen sind mit Sidney Poitier und Joanna Shimkus besetzt. Die Weltpremiere hatte das Werk am 25. Juni 1969 in New York City. In Deutschland kam der Film erstmals am 5. September 1969 ins Kino.

## Handlung
Der Schwarze Jason plant einen Überfall auf eine Bank. Mit dem geraubten Geld will er die Familien von im Gefängnis sitzenden schwarzen Mitstreitern  für bessere Lebensbedingungen unterstützen. Der Coup, vollzogen hinter der Tarnung durch eine Demonstration vor markanten Gebäuden der Stadt New York, gelingt zwar, jedoch nicht so ganz nach Plan. Jason schießt einen Bankangestellten nieder und wird von der Polizei als Mörder verfolgt. Mit Hilfe eines weißen Mädchens, das mit den Schwarzen sympathisiert, ohne ihre Gewalttätigkeit zu billigen, und das Jason liebt, kann er für eine Weile untertauchen. Schon schwer getroffen, ist die Gefangennahme kurz vor dem rettenden Schiff im New Yorker Hafen unausweichlich. Da löst das Mädchen, das mit ihm geflohen ist, mit Absicht durch einen ungezielten Schuss eine Salve aus den Waffen der Polizei aus, die beide niederstreckt.

## Kritik
Der Evangelische Film-Beobachter teilt sowohl Lob als auch Tadel aus:  „Ein den Rassenkonflikt in den USA als aktuelle Kulisse benutzender gut gemachter Kriminalfilm […]. Trotz der für die Gattung überdurchschnittlichen Aufmachung wegen der nur äußerlich bleibenden Verquickung mit einem der ernstesten Probleme der amerikanischen Gesellschaft ein etwas zwiespältiger Unterhaltungsfilm für Erwachsene.“ Das Lexikon des internationalen Films kommt zu der Einschätzung, bei dem Werk handle es sich um einen handwerklich routiniert inszenierten Thriller mit Starbesetzung, der „kommerzielle Actionfilmmuster mit politischen Hintergründen ausstaffiert“.